# 질리올라 칭케티
질리올라 칭케티(Gigliola Cinquetti, 1947년 12월 30일 ~)는 이탈리아의 가수이다.

## 생애
1964년 그녀의 나이 16세에 산레모가요제(Sanremo Music Festival)에 Nicola Salerno가 작곡하고 Mario Panzeri가 가사를 붙인 논호레타("나이도 어린데", "Non Ho L'Età")로 입상하였다. 1964년 같은 노래로 유로비전 송 콘테스트에 참가하여 이탈리아인으로는 처음으로 우승함으로써 일약 유명해졌다. 1979년 결혼하여 2명의 아들을 두고 은퇴, 로마로 이주하였다. 그 후 1989년에 산레모가요제에 출전하여 복귀하였다. 2009년 현재 TV Presenter, 저널리스트로 활동중이다.

## 같이 보기
- 베사메 무초
- 산레모 음악제
- 유로비전 송 콘테스트
- 유로비전 송 콘테스트 1974